# رایلیز ال انسینر (آریزونا)
رایلیز ال انسینر (به انگلیسی: Rileys El Encinar) یک منطقهٔ مسکونی در ایالات متحده آمریکا است که در آریزونا واقع شده است. رایلیز ال انسینر ۱٬۵۳۵ متر بالاتر از سطح دریا قرار دارد.